# Warcisław Młodszy (1398–1414/1415)
Warcisław Młodszy (ur. przed lub ok. 1398, zm. po 8 listopada 1414 a przed 20–23 sierpnia 1415) – syn Warcisława VIII, księcia bardowskiego i rugijskiego oraz Agnieszki.

## Życie
Po osiągnięciu wieku sprawnego został zaręczony z ok. trzyletnią Małgorzatą, córką Fryderyka VI, burgrabiego Norymbergi i Elżbiety bawarskiej. Z uwagi na małoletność przyszłej żony, związek miał wymiar polityczny. Porozumienie w sprawie małżeństwa zostało zawarte 19 stycznia 1413 w Neu-Ruppin, przy podpisaniu układu pomiędzy Warcisławem VIII a Fryderykiem VI, przeciwko książętom szczecińskim Ottonowi II i Kazimierzowi V. Ślub obojga miał nastąpić ok. 1422.
Dokumenty źródłowe potwierdzają o uczestnictwie młodego księcia w świcie Zygmunta Luksemburskiego, króla niemieckiego w 1414 (Norymberga, Heilbroon i Akwizgran). Warcisław zmarł, w młodym wieku, przed śmiercią swego ojca. Miejsce jego pochówku nie jest znane.

## Genealogia
| Warcisław VI (Jednooki) ur. 1346 zm. 13 VI 1394 | Warcisław VI (Jednooki) ur. 1346 zm. 13 VI 1394 |                                                     |                                                     | Anna ur. najwcz. 1347 zm. po 14 III 1399 | Anna ur. najwcz. 1347 zm. po 14 III 1399 |  |  | NN ur. ? zm. ? | NN ur. ? zm. ? |                          |                          | NN ur. ? zm. ? | NN ur. ? zm. ? |
|                                                 |                                                 |                                                     |                                                     |                                          |                                          |  |  |                |                |                          |                          |                |                |
|                                                 |                                                 |                                                     |                                                     |                                          |                                          |  |  |                |                |                          |                          |                |                |
|                                                 |                                                 | Warcisław VIII ur. 1373 zm. 20, 22 lub 23 VIII 1415 | Warcisław VIII ur. 1373 zm. 20, 22 lub 23 VIII 1415 |                                          |                                          |  |  |                |                | Agnieszka ur. ? zm. 1435 | Agnieszka ur. ? zm. 1435 |                |                |
|                                                 |                                                 |                                                     |                                                     |                                          |                                          |  |  |                |                |                          |                          |                |                |
|                                                 |                                                 |                                                     |                                                     |                                          |                                          |  |  |                |                |                          |                          |                |                |
|                                                 |                                                 |                                                     |                                                     |                                          |                                          |  |  |                |                |                          |                          |                |                |

|  |  |  |  | Warcisław Młodszy (ur. przed lub ok. 1398, zm. po 8 XI 1414 a przed 20–23 VIII 1415) |